# Juro e herdade
Títulos de juro e herdade são aqueles que provêm ao seu detentor por direito (jus) de herança. Os títulos nobiliárquicos de juro e herdade são os que passam aos herdeiros de aquele a quem se deu, sem dependência de nova mercê, mas só de confirmação.